# سیارک ۷۶۵۵
سیارک ۷۶۵۵ (به انگلیسی: 7655 Adamries، نامگذاری:1991YM1) هفت هزار و ششصد و پنجاه و پنجمین سیارک کشف شده‌است که در ۲۸ دسامبر ۱۹۹۱ کشف شد.
قدر مطلق سیارک برابر ۱۴٫۶۰ است.